# Unhão
Unhão ist ein Ort und eine ehemalige Gemeinde (Freguesia) im portugiesischen Kreis Felgueiras. Die Gemeinde hatte 804 Einwohner (Stand 30. Juni 2011).
Am 29. September 2013 wurden die Gemeinden Unhão und Lordelo zur neuen Gemeinde União das Freguesias de Unhão e Lordelo zusammengeschlossen. Unhão ist Sitz dieser neu gebildeten Gemeinde.